# Sicherheitsrat der Russischen Föderation

Emblem des Sicherheitsrats

Der Sicherheitsrat der Russischen Föderation (russisch Совет Безопасности Российской Федерации Sowet Besopasnosti Rossijskoi Federazii; englisch Security Council of the Russian Federation, SCRF) ist ein Gremium hochrangiger Politiker Russlands zur gemeinsamen Entscheidungsfindung in Sachen Außen-, Sicherheits- und Verteidigungspolitik.

## Geschichte und Aufgabe
Der Sicherheitsrat der UdSSR war ein Gremium des Volksdeputiertenkongress der UdSSR. 1992 wurde seine Nachfolgeinstitution vom damaligen russischen Präsidenten Boris Jelzin per Erlass geschaffen, um das Staatsoberhaupt bei Fragen zur inneren und äußeren Sicherheitspolitik zu beraten. Seit 1993 ist er in der Verfassung Russlands in Artikel 83 festgeschrieben. Dort heißt es: „Der Präsident der Russischen Föderation […] bildet und leitet den Sicherheitsrat der Russischen Föderation, dessen Status durch das föderale Gesetz bestimmt wird“.
Organisiert als Teil der präsidentiellen Kreml-Administration besitzt er faktisch eine gewisse Autonomie. Er besteht aus 13 ständigen Mitgliedern qua Amtsnähe (z. B. Verteidigungsminister und Außenminister) und 18 vom Präsidenten ernannten Mitgliedern ohne Stimmberechtigung und trifft sich etwa 35 mal im Jahr. Die ständigen Mitglieder allerdings treffen sich wöchentlich unter Vorsitz des Präsidenten. Der Rat verfügt über ein eigenes und stark mit Personal versehenes Sekretariat, das Abstimmungsprozesse zwischen den Akteuren koordiniert und Einblick in deren Planungsprozesse und Operationen hat. Mitarbeiter des Sekretariats werden öfters auf hohe Posten in der Verwaltung befördert. Eine besondere und einflussreiche Rolle spielt der langjährige Sekretär des Rates, Nikolai Patruschew. Wichtige Personen bleiben über Jahre Mitglieder im Rat, selbst wenn ihre Positionen in Verwaltung und Politik sich zwischenzeitlich ändern. 1992 gegründet wurde der Rat zeitweise mit dem früheren Politbüro verglichen und als ein innerer Zirkel beschrieben, allerdings wird heute davon ausgegangen, dass die wichtigen Entscheidungen nicht im Rat selbst, sondern in noch kleinerem Rahmen vorbereitet werden. Über Zugehörigkeit zum Rat entscheidet letztlich immer der Präsident, der Rat ist ein Ort, wo Elitenakteure – insbesondere die Silowiki – die Politik abstimmen und etwaige Konflikte lösen. Sicherheitsrelevante Gesetze werden im Rat vorformuliert und in den Gesetzgebungsprozess als Vorschläge eingebracht, die in der Verwaltung und der Duma beachtet werden (nachdem sie von ausgewählten Abgeordneten parlamentarisch eingebracht wurden), Rat und Sekretariat haben eine wirksame Rolle als Agenda-Setter und Koordinierungsstelle inne. So wird die Nationale Sicherheitsstrategie im Rat als Konsens erarbeitet. Der Rat diskutiert allerdings nicht nur sicherheitsrelevante Themen, sondern letztlich alles, was für den Staat wichtig erscheint, auch bei Themen die den Bereich innerer und äußerer Sicherheit verlassen, beeinflusst er zumindest die ideologische Ausrichtung.

## Sitzung zu den selbst ernannten Volksrepubliken in der Ukraine
Am 21. Februar 2022 wurde eine „öffentliche Sitzung“ des Sicherheitsrates abgehalten; eine Inszenierung wurde auch deshalb angenommen, weil die Sitzung möglicherweise entgegen den Angaben nicht live übertragen wurde; die Uhr des Verteidigungsministers verriet dies. Die Mitglieder sollten die Frage nach der Anerkennung der Volksrepublik Donezk und der Volksrepublik Lugansk beantworten. Die Sitzung wurde als „bizarre Schulstunde“ oder als „absurd“ bezeichnet, der Zweck sei es gewesen, die Verantwortung für die längst gefällte Entscheidung und damit gleichzeitig die Entscheidung für den Russischen Überfall auf die Ukraine zu kollektivieren. Medwedew sprach die zu erwartenden Sanktionen an und bemerkte, der Westen werde trotzdem wieder früher oder später „ermüden“ und wieder „ankriechen“.
Der Entschluss zur Invasion der Ukraine 2022 wurde allerdings nicht im Rat getroffen, sondern von einer kleinen Gruppe von Vertrauten Putins, darunter prominente Mitglieder des Sicherheitsrates wie Sekretär Patruschew, der Verteidigungsminister Schoigu, der Generalstabschef Gerassimow, der FSB-Direktor Bortnikow und der Kommandeur der russischen Nationalgarde Solotow. Bei einer öffentlichen Sitzung vor Invasionsbeginn, in der es offiziell um die Anerkennung der sogenannten Volksrepubliken Luhansk und Donezk ging, in Wirklichkeit aber um den Krieg, waren nicht alle Mitglieder des Rates über die Pläne vorab informiert worden. Obwohl „eine Fraktion für die Fortsetzung der Verhandlungen mit den USA und der Nato plädierte“, ließ Putin keinen Widerspruch zu. Nach Einschätzung des Politikwissenschaftlers Fabian Burkhardt sei der Zweck der Sitzung gewesen, die Nichteingeweihten in die Kriegsvorbereitung zu verwickeln und „mitschuldig zu machen“, um sie zu binden. Der Vorgang habe belegt, dass der Rat Putin nicht eingrenzen könne, sondern die Herrschaft in Russland sich radikalisiere und nicht von Institutionen, sondern von Putin als Person ausgehe. Es sei verdeutlicht worden, „wie hochpersonalisiert das autoritäre Regime in Russland ist“.

## Ständige Mitglieder des Sicherheitsrates
Stand Mai/Juni 2024
| Name                 | Bild | Amt                                                                        |
| -------------------- | ---- | -------------------------------------------------------------------------- |
| Wladimir Putin       |      | Präsident und Vorsitzender des Sicherheitsrates                            |
| Dmitri Medwedew      |      | stellvertretender Vorsitzender des Sicherheitsrates                        |
| Sergei Schoigu       |      | Sekretär des Sicherheitsrates                                              |
| Andrei Beloussow     |      | Verteidigungsminister                                                      |
| Nikolai Patruschew   |      | Berater der Präsidialverwaltung                                            |
| Michail Mischustin   |      | Ministerpräsident                                                          |
| Wjatscheslaw Wolodin |      | Vorsitzender der Staatsduma                                                |
| Sergei Naryschkin    |      | Direktor des Auslandsnachrichtendienstes SWR                               |
| Sergei Lawrow        |      | Außenminister                                                              |
| Wladimir Kolokolzew  |      | Innenminister                                                              |
| Walentina Matwijenko |      | Vorsitzende des Föderationsrates                                           |
| Alexander Bortnikow  |      | Direktor des Inlandsgeheimdienstes Russlands FSB                           |
| Anton Waino          |      | Leiter der Präsidialverwaltung                                             |
| Sergei Iwanow        |      | Sonderbeauftragter des Präsidenten für Naturschutz, Ökologie und Transport |

## Nichtständige Mitglieder des Sicherheitsrates
| Name                      | Bild | Amt |
| ------------------------- | ---- | --- |
| Raschid Nurgalijew        |      | Erster Stellvertretender Sekretär des Sicherheitsrates                                                               |
| Alexander Kurenkow        |      | Katastrophenschutzminister                                                                                           |
| Konstantin Tschuitschenko |      | Justizminister |
| Anton Siluanow            |      | Finanzminister |
| Waleri Gerassimow         |      | Chef des Generalstabs der Streitkräfte Russlands                                                                     |
| Wiktor Solotow            |      | Direktor der Nationalgarde Russlands                                                                                 |
| Igor Krasnov              |      | Generalstaatsanwalt                                                                                                  |
| Sergei Sobjanin           |      | Bürgermeister von Moskau                                                                                             |
| Alexander Beglow          |      | Gouverneur von Sankt Petersburg                                                                                      |
| Igor Schtschogolew        |      | Bevollmächtigter Vertreter des Präsidenten für Zentralrussland                                                       |
| Alexander Gutsan          |      | Bevollmächtigter Vertreter des Präsidenten für Nordwestrussland                                                      |
| Wladimir Ustinow          |      | Bevollmächtigter Vertreter des Präsidenten für den Föderationskreis Südrussland                                      |
| Juri Tschaika             |      | Bevollmächtigter Vertreter des Präsidenten für den Föderationskreis Nordkaukasus                                     |
| Igor Komarow              |      | Bevollmächtigter Vertreter des Präsidenten für den Föderationskreis Wolga                                            |
| Wladimir Jakuschew        |      | Bevollmächtigter Vertreter des Präsidenten für Föderationskreis Ural                                                 |
| Anatoly Seryshev          |      | Bevollmächtigter Vertreter des Präsidenten für Föderationskreis Sibirien                                             |
| Juri Trutnew              |      | Bevollmächtigter Vertreter des Präsidenten für den Föderationskreis Ferner Osten Stellvertretender Ministerpräsident |

## Sekretär des Sicherheitsrates
| Jahr      | Sekretär des Sicherheitsrats der RF |
| --------- | ----------------------------------- |
| 1992–1993 | Juri Skokow                         |
| 1993      | Jewgeni Schaposchnikow              |
| 1993–1996 | Oleg Lobow                          |
| 1996      | Alexander Lebed                     |
| 1996–1998 | Iwan Rybkin                         |
| 1998      | Andrei Kokoschin                    |
| 1998–1999 | Nikolai Bordjuscha                  |
| 1999      | Wladimir Putin                      |
| 1999      | Wladislaw Scherstjuk                |
| 1999–2001 | Sergei Iwanow                       |
| 2001–2004 | Wladimir Ruschailo                  |
| 2004–2007 | Igor Iwanow                         |
| 2007–2008 | Walentin Sobolew                    |
| 2008–2024 | Nikolai Patruschew                  |
| 2024–     | Sergei Schoigu                      |